# 366252 Evanmillsap
366252 Evanmillsap este o planetă minoră (asteroid) din centura de asteroizi. A fost descoperită pe 8 noiembrie 2007 la Catalina Station⁠(d) de Catalina Sky Survey. 
Obiectul prezintă o orbită caracterizată de o semiaxă mare de 2,7945452651087 UAi, o excentricitate de 0,15821446837326, o înclinație de 12,633681213182 ° în raport cu ecliptica.